# Famille von Klinckowström
La famille von Klinckowström, également Klinkowström ou Klinckowstroem, est le nom d'une famille noble de Poméranie suédoise. Des branches de la famille s'installent en Suède, en Prusse-Orientale et en Autriche. Les ancêtres vivent sous le nom de Klinkow ou Klinckow à Stralsund et viennent peut-être de la ville de Klinkow près de Prenzlau.

## Histoire
Une famille Klinkow est mentionnée pour la première fois en 1320, lorsque les frères Peter et Johann de Klinkow, citoyens et propriétaires de château de la ville de Prenzlau, font don d'un autel à l'église Saint-Nicolas locale. Qu'ils ont appartenu à la chevalerie et éventuellement immigré de l'Altmark ne peut être vérifié. Les Klinkow appartiennent au conseil municipal et font du commerce. Le dernier propriétaire foncier et marchand connu à Prenzlau vers 1474 est Asmus Klinkow. Un plébanien Jacobus Klinkow est mort à Arendsee en 1493.
On ne sait rien de la nature du lien entre les Klinkow de Prenzlau et la famille Klinkow de Stralsund, apparue pour la première fois au XVe siècle. La lignée de Stralsund commence avec le conseiller Heinrich Klinkow (1456-1508). Selon Heinrich Berghaus, il aurait pu être un fils d'Asmus Klinkow. Son fils Joachim (1497-1551), dit l'Ancien, est également conseiller et l'un des principaux promoteurs de la Réforme à Stralsund. Son fils Joachim (de) (1518-1601) devient maire en 1559. Le neveu de Joachim, Balthasar (1551-1616), est un doyen de la Maison des arts et un conseiller. Le duc Philippe-Julius de Poméranie le destitua ainsi que d'autres membres du conseil en 1612 au cours de différends entre le duc et la ville. Après cela, Brand Klinkow (1599-1658) redevient conseiller à Stralsund en 1644. Le petit-fils de Balthasar, Martin Klinkow (1613–1663) est l'ancêtre de tous les Klinkowströms. Par mariage, il acquit le domaine de Steinhagen.
Ses fils aînés sont élevés à la pairie suédoise sous le nom de Klinckowström. (Selon la prononciation suédoise, le w se prononce - contrairement au nom Klinkow.) Il s'agit de Johann Klinkow (1641-1702), commandant de la ville et forteresse de Stralsund, le 19 avril 1678 et Martin Klinkow (1650-1717), chambellan en chef et capitaine de château, le 30 décembre 1684. Ses frères Balthasar (né en 1656), Joachim (né en 1659) et Brand (né en 1662) sont également anoblis le 17 mars 1690 par le roi Charles XI.
Leurs descendants poursuivent principalement des carrières dans l'armée et la fonction publique en Suède et en Prusse. Karl Friedrich von Klinckowström (de) est élevé au rang de comte prussien par le roi Frédéric-Guillaume III le 17 juillet 1798, fondant ainsi la lignée comtale de la famille. Les frères Thure Leonhard, secrétaire d'État et directeur général des postes à Stockholm, et Gustav Thure Klinckowström, chancelier, ont été élevés au rang de barons suédois le 8 janvier 1759. La branche autrichienne est fondée par Friedrich August von Klinkowström (de) (1778-1835).
Dès 1682, l'assesseur au tribunal de Wismar (de), Friedrich Klinkow (de), est élevé à la noblesse suédoise sous le nom de Klinkow von Friedenschild. Avec ses trois fils, qui sont au service militaire de différents pays, cette branche de la famille s'est éteinte à la deuxième génération.

## Armoiries

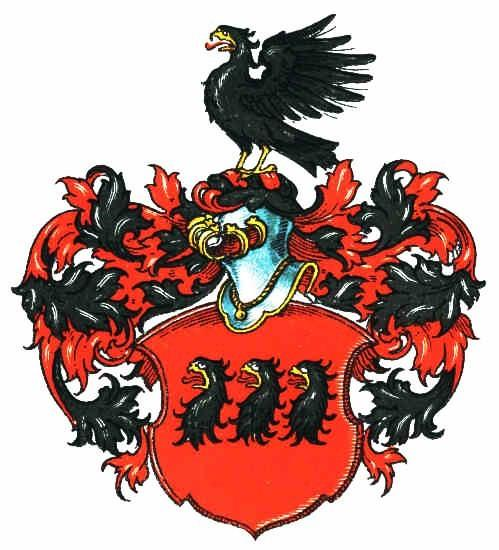
Armoiries de la famille von Klinckowström

### Klinkow
Sur l'épitaphe du maire Joachim Klinkow figurent deux armoiries utilisées par la famille. L'une d'elles porte dans un écusson rouge un pal noir, dans chacun des trois champs une griffe d'aigle d'or avec une aile posée dessus. Sur le casque, la même griffe d'or avec une aile. Le second blason porte dans le champ rouge une barre transversale noire entourée d'une couronne de feuilles isolées, dans laquelle se trouvent trois têtes d'aigle noires avec leur cou, et sur le casque une tête d'aigle identique avec son cou.

### Klinckowström
Dans le bouclier rouge trois d'affilée, des têtes d'aigle noires renforcées d'or avec des cous. Sur le casque avec des lambrequins rouges et noirs se trouve un aigle noir debout, blindé d'or, aux ailes déployées.

### Lignée des barons
Dans l'écu écartelé : 1 dans le champ d'azur, un soleil d'or, 2 une tente, 3 un animal bondissant, 4 une tête d'aigle avec son cou. Sur le casque de droite, une aigle aux ailes déployées, sur le casque de gauche, un griffon. Deux aigles tenant le bouclier.

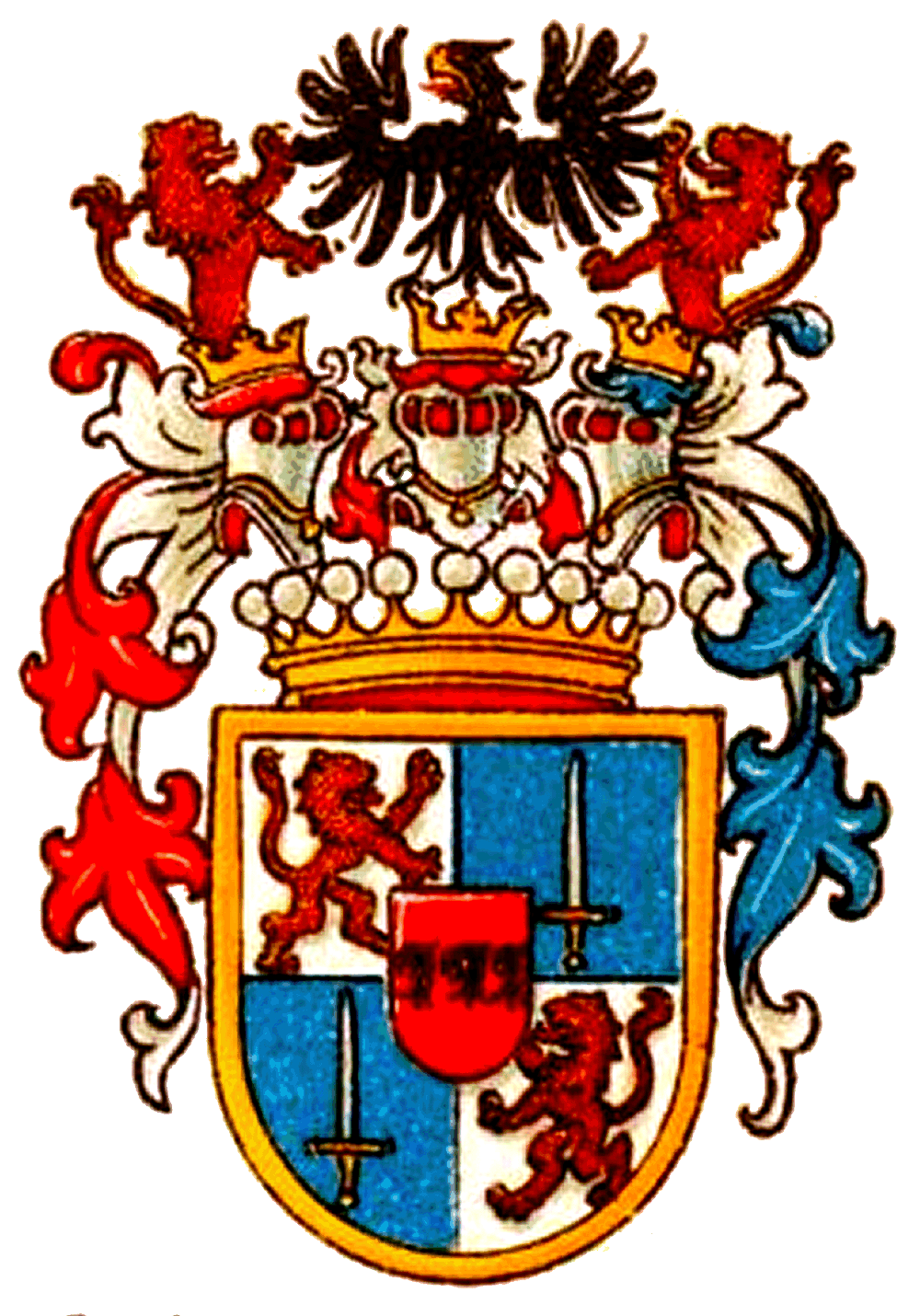
Armoiries des comtes de Klinckowstrom

### Lignée comtale
Dans l'écu écartelé, aux 1re et 4e champs d'argent, un lion bondissant à la langue rebondie, aux 2e et 3e champs d'azur, une épée (de) courte à poignée d'or tournée vers le haut, dans l'écusson en cœur rouge, trois têtes d'aigle noires alignées. L'écu est surmonté d'une couronne à neuf perles, surmontée de trois casques couronnés. Sur le casque du milieu, un aigle sans couronne aux ailes déployées, et sur chacun des casques latéraux, un lion en pleine croissance. Deux hommes sauvages aux hanches et aux têtes couronnées tenant le bouclier. Lambrequins à droite en argent et rouge, à gauche en bleu et or.

### Klinkow von Friedensschild
Coupé d'or et de rouge, à droite une épée posée sur sa poignée et entourée de deux branches d'olivier vertes, à gauche, sur une traverse noire, trois têtes d'aigle noires à cou et à bec d'or. Sur le casque, une tête d'aigle noire avec un cou et un bec d'or entre deux branches d'olivier.

## Filiation
- Heinrich (I) Klinkow (1456-1508), conseiller municipal de Stralsund
  - Joachim (I.) Klinkow, l'Ancien (1497-1551), conseiller municipal de Stralsund
  - Joachim (II. ) Klinkow, le Jeune (1518-1601), maire de Stralsund
  - Caspar (I) Klinkow (1521-1560)
    - Margarete Klinkow (morte en 1622) mariée avec Hermann Westphal (de) (mort en 1607), juriste, directeur du tribunal de Greifswald
    - Balthasar (I.) Klinkow (1551-1616), doyen de la Maison des arts, conseiller municipal de Stralsund
      - Anna Klinkow (1582–1614) mariée avec Lambert Steinwich (de) (1571–1629), syndic à Stralsund
      - Joachim (III. ) Klinkow (1584–1624), doyen de la Maison des arts de Stralsund
        - Martin (I.) Klinkow (1613-1663), doyen de la Maison des arts, conseiller à Stralsund
          - Johann (I.) Klinkowström (1641-1702), colonel, commandant de la ville et forteresse de Stralsund
            - Behrend (II. ) Christoph von Klinkowström (1677–1754), colonel, mis en gage à Steinhagen
              - Georg (III.) von Klinkowström (1727-1803), chambellan et général au service du Wurtemberg
              - Friedrich (I.) Ernst Sebastian von Klinkowström (1735–1821), lieutenant-colonel au service suédois, 1776–1810 propriétaire de Ludwigsburg (de) et Loissin
                - Friedrich August von Klinkowström (de) (1778–1835), peintre, écrivain et éducateur
                  - Joseph von Klinkowström (1813–1896), jésuite, missionnaire et prédicateur populaire catholique romain
                  - Alfons von Klinkowström (1818–1891), écrivain et historien à la cour d'Autriche
                  - Maximilian von Klinkowström (1819–1876), jésuite, missionnaire et prédicateur populaire catholique romain

                - Karl von Klinckowstroem (de) (1783–1865), lieutenant général prussien
                  - Thure Ernst Karl von Klinkowström, chambellan royal, administrateur de l'arrondissement de Grüneberg

              - Karl Friedrich von Klinckowström (de) (1738–1816), général d'infanterie prussien, comte prussien 1816
                - Friedrich von Klinckowström (de) (1775–1856), propriétaire foncier et homme politique de Prusse-Orientale
                - Karl Friedrich Ludwig von Klinckowström (1780–1844), lieutenant-colonel prussien, seigneur héréditaire de Korklak et Assauen marié en 1808 avec la comtesse Louise von Blumenthal (1776–1829)
                  - Leonhard Carl Ludwig Felix von Klinckowström (de) (1818–1868), administrateur de l'arrondissement de Gerdauen (1860–1863)
                    - Clemens von Klinckowstroem (1846-1902), propriétaire d'un manoir prussien et député du Reichstag
                    - Carl Ludwig Friedrich Graf von Klinckowström (1848-1903), général prussien
                      - Carl von Klinckowstroem (1884-1969), historien allemand de la culture et de la technologie

                    - Arthur von Klinckowström (1848-1910), général de cavalerie prussien

              - Gustav von Klinkowström (de) (1739-1808), assesseur à la cour de Greifswald

          - Martin (II. ) Klinkow (de) (anobli sous le nom de von Klinckowström ; 1650-1717), chambellan en chef, commissaire au budget et conseiller du gouvernement

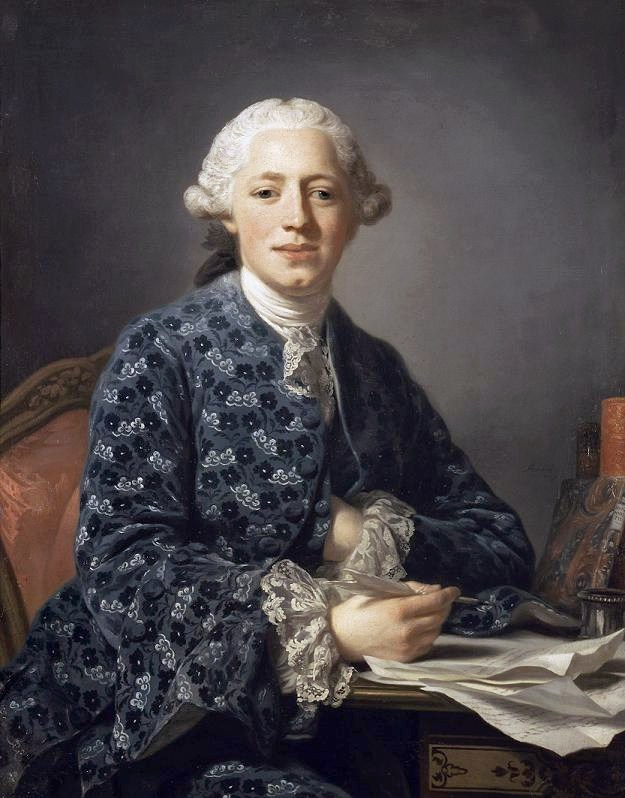
Thure Leonard Klinckowström (1735–1821), président de la Cour suprême de Wismar (portrait d'Alexandre Roslin, 1758)

            - Thure Leonard Klinckowström (de) (1735–1821), président de la Cour suprême de Wismar (de) (portrait d'Alexandre Roslin, 1758) Karl Bernhard Klinckowström (de) (1682-1704), page de chambre et favori de Charles XII
            - Otto von Klinckowström (de) (1683-1731), diplomate suédois
            - Leonhard Klinckowström (de) (1685–1759), secrétaire d'État suédois et maître de poste en chef
            - Friedrich Wilhelm von Klinckowström (de) (1686–1750), lieutenant général
            - Johann Moritz Klinckowstrom (1692–1768), général de division
            - Thure Gustav Klinckowström (de) (1693–1765), chancelier de Poméranie suédoise
              - Thure Leonard Klinckowström (de) (1735–1821), président de la Cour suprême de Wismar (de)
                - Axel Leonhard Klinckowstrom (1775–1837), lieutenant-colonel
                - Otto Wilhelm Klinckowström (de) (1778-1850), diplomate suédois
                  - Rudolf Klinckowstrom (1816-1902), homme politique, écrivain
                    - Axel Klinckowstrom (1867-1936), explorateur

              - Leonhard Klinckowström (1742–1821), conseiller du gouvernement en Poméranie

          - Balthasar (III.) von Klinkowström (1655–1719), général de l'électorat de Brunswick-Lunebourg
          - Joachim (V.) von Klinkowstrom (né en 1659), capitaine
            - Jürgen (I.) Joachim von Klinkowström (mort en 1768), juge du tribunal de Greifswald

      - Margarete Klinkow (née en 1588) mariée avec Friedrich Gerschow (de) (1568-1635), professeur de droit à l'Université de Greifswald
      - Brand (III. ) Klinkow (1599–1658), conseiller municipal de Stralsund
        - Friedrich Klinckow von Friedenschildt (de) (1631-1685), assesseur à la Cour suprême de Wismar

## Personnalités
- Thure von Klinckowström (de) (1887-1973), fonctionnaire allemand